# Nakipu
Nakipu (gruz. ნაკიფუ) – wieś w Gruzji, w regionie Megrelia-Górna Swanetia, w gminie Calendżicha. W 2014 roku liczyła 753 mieszkańców.

## Urodzeni
- Kalistrat Szerozija